# Pictura: Het geïllustreerde pocketboek
Pictura: Het geïllustreerde pocketboek is een Nederlandse serie van 37 geïllustreerde pockets uitgegeven tussen 1959 en 1964 door uitgeverij Het Spectrum in Utrecht.

## Delen
1. Germain, G. – Homerus
2. Lechat, Paul – Italië
3. Bourniquel, C. – Chopin
4. Aubier, D. – Spanje
5. Cranaki, Mimica – Griekenland
6. Boucourechliev, André – Schumann
7. Sauvage, M – Sokrates
8. Barincou, Edmond – Machiavelli in zijn tijd
9. Barbaud, Pierre – Haydn
10. Petit, Pierre – Verdi
11. Kühn, Herbert – De kunst van het oude Europa
12. Jankelevitch, Vladimir – Ravel
13. Hus, A. – De Etrusken en hun beschaving
14. Henrot, Th. – België
15. Gobry, J. – Franciscus
16. Catarivas, David – Israël
17. Damme, Daniel van – Erasmus
18. Gimpel, J. – De bouw van een kathedraal
19. Vaussobn, C. – Oostenrijk
20. Gourfinkel, Nina – Lenin
21. Kühn, Herbert – Prehistorische kunst in Europa
22. Tresmontant, Claude – Paulus
23. Charpentier, Peter – Het motief voor uw foto
24. Rovan, J. – Duitsland
25. Joppe, J. – De auto in grootvaders tijd
26. Suèr, H.A.G. – Het dagelijks leven van onze voorouders in het midden van de 19e eeuw
27. Francis, André – Jazz
28. Anceles-Hustache, J. – Eckhard en de mystiek van zijn tijd
29. Thomas, H. – Het dagelijks leven in de 17e eeuw
30. Marrou, H. – Augustinus
31. Sire, M. – Sociologie der dieren
32. Blijstra, R. – Nederlandse bouwkunst na 1900
33. Charpentier, Peter – Foto's bij flitslicht
34. Assa, J. – De vrouw in het oude Rome
35. Schade van Westrum, L.C. – Amsterdam per vigilante
36. Chauchard, Paul – Hersenen en bewustzijn
37. Charpentier, P. – Portretfotografie